# Aerial steam carriage
Ariel
«  Ariel (machine volante) » redirige ici. Pour les autres significations, voir Ariel.
Dimensions
L' aerial steam carriage, ou Ariel, était une machine volante brevetée en 1842 en Angleterre, supposée transporter des passagers.
Dans les faits, cet appareil ne pouvait pas voler, son moteur à vapeur étant trop lourd et manquait de puissance.
En 1848, un modèle plus performant fut capable de vols courts dans un hangar. L' aerial steam carriage est une étape entre les expérimentations de planeurs et les débuts des vols motorisés.

## Brevet britannique 9478
William Samuel Henson (1812–1888) et John Stringfellow (1799–1883) brevetèrent l'appareil en 1842.

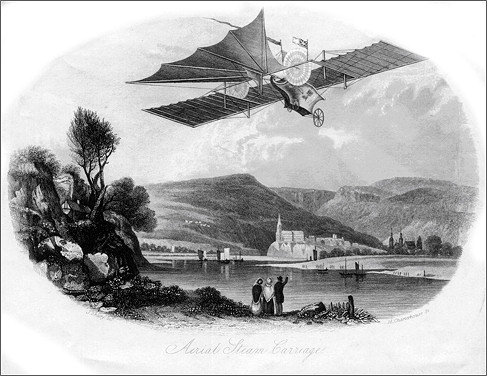

Pour expliquer le principe de la machine : si un objet plat est projeté incliné, il s'élèvera dans les airs jusqu'à ce que la force soit épuisée. Si la puissance est continue, l'objet montera tant que l'avant est plus haut que l'arrière. Une queue réglable contrôle cette inclinaison. Pour le mouvement latéral, un gouvernail est utilisé pour orienter l'appareil.

## Aerial Transit Company
En 1843, Henson, Stringfellow, Frederick Marriott et D.E. Colombine créèrent l'"Aerial Transit Company". Ils construisirent plusieurs modèles réduits de l'Ariel entre 1844 et 1847, mais sans succès notable. L'objectif à terme de transporter passagers et marchandises par les airs ne fut pas satisfait.

## Caractéristiques techniques
L'Ariel devait être un monoplan de 45,72 m d'envergure et peser 1361 kg. Un moteur à vapeur produisant 50 HP devait le propulser. Il avait une surface alaire de 418 m², avec une queue de 139,35 m², générant une faible charge alaire. Il devait transporter 10 à 12 passagers à une vitesse de 80 km/h, sur 1609 km. Le lancement se ferait depuis une rampe inclinée.

### Spécifications
- Type : monoplan
- Envergure : 45,72 m
- Poids : 1 361 kg
- Moteur : moteur à vapeur spécialement conçu, produisant 50 chevaux (HP)
- Surface alaire : 418 m2
- Surface de la queue : 139,35 m2
- Charge alaire : très faible (en raison de la grande surface alaire)
- Vitesse espérée : 80,47 km/h
- Capacité de transport : 10 à 12 passagers
- Autonomie espérée : jusqu'à 1 609 km
- Train d'atterrissage : trois roues
- Lancement : prévu à partir d'une rampe inclinée